# Tyrells
Tyrells ist ein kleiner Ort in der Parish of Saint Paul auf der Karibikinsel Antigua, im Staat Antigua und Barbuda.

## Lage und Landschaft
Tyrells ist eine Ortslage südlich von All Saints, unweit der antiguanischen Südküste an der Straße nach English Harbour. Hier zweigt der Fig Tree Drive  durch die Shekerley Mountains nach Old Road an der Südwestküste ab. Westlich liegt der Ort Swetes, südlich Liberta.
Die Ortslage hat knapp 120 Haushalte (Stand: 2008) und etwas mehr als 350 Einwohner (Stand: 2001). Swetes, Tyrells und Liberta, die sich gemeinsam in einer Talung des südlichen Hügellandes von Antigua befinden, sind heute vollständig miteinander verwachsen.
|        | All Saints (St. Paul, St. Peter)            |                    |
| Swetes | Kompassrose, die auf Nachbargemeinden zeigt | Table Hill Gardens |
|        | Liberta                                     |                    |

## Geschichte und Sehenswürdigkeiten
Im frühen 18. Jahrhundert war hier das Anwesen Dimsdale, später Tankart, zwei der frühen Siedlerfamilien der Insel.  Captain Richard Tyrell, 1766 Commander in Chief des Dockyard von English Harbour, kaufte das Anwesen, seither hat die Ortslage diesen Namen.
In Tyrells befinden sich zwei Kirchen, die Tyrells Baptist Church, ein großer, 1992 errichteter modernistischer Bau gegen Liberta hin, und die am Hügel liegende katholische Kirche Our Lady of Perpetual Help. Letztere wurde 1832 erbaut und ist seit 1958 eine eigenständige Pfarrei, neben der Kathedrale von St. John’s die zweite katholische Pfarre der Insel. Zur katholischen Pfarrei Tyrells gehören die Kapellengemeinden Willikies und Sea View Farm.